# Palatul Princiar din Turda
Palatul Princiar din Turda (resedință princiară, azi Muzeul de Istorie) este cel mai valoros obiect de cultură și arhitectură medievală al Turzii (str. B.P.Hașdeu nr.2), construit în locul bastionului de nord-vest demolat al fortăreței medievale. 
Este înscris pe lista monumentelor istorice din județul Cluj, elaborată de Ministerul Culturii din România în anul 2015 (cod LMI CJ-II-m-A-07794).

## Generalități
Este cunoscut și sub numele de Cămara de Sare (probabil destinația originară a clădirii), Curia Casei Fiscului, Casa Fiscală, Casa Princiară, Casa Principilor, Palatul Voievodal, Conacul Princiar și Casa Bathory. El reprezenta odinioară reședința principelui Ardealului Sigismund Bathory (1581-1597 și 1599-1602). A fost destinat inițial de fapt pentru Vama Sării de la Turda.

## Istoric
Palatul păstrează unele fragmente din clădirea inițială de la sfârșitul secolului al XV-lea și începutul secolului al XVI-lea. Clădirea s-a bucurat de considerație de-a lungul timpului, numărându-se între reședințele preferate ale principilor Transilvaniei. Până în jurul anului 1588 s-au efectuat lucrări importante de reconstrucție, structura actuală a clădirii datând din acele vremi. Ea a mai suferit o refacere generală în anul 1818, reparații mai efectuându-se în anii 1886-1887 și 1911, de când datează forma pe care o are și azi. Arhitectura clădirii este în esență gotică, peste care se suprapun elemente ale stilului Renaissance (balconul etc). 
Monumentul este o clădire cu parter și etaj, de formă aproximativ pătrată, având în partea de nord o anexă fără etaj. Fațada principală are un portal de intrare in arc frânt și trei ferestre de formă dreptunghiulară. Deasupra intrării se afla un balcon sprijinit pe console, în retrageri treptate. La dreapta și stânga acestuia se găsesc cele 3 ferestre dreptunghiulare cu sprâncene de cornișe și frize de denticule in partea superioară. Celelalte fațade sunt lipsite de elemente decorative, doar ferestrele dispun de anumite accente. Subsolul clădirii este acoperit cu bolți semicilindrice din cărămidă, pe când parterul poartă un tavan de lemn sprijinit pe grinzi puternice. Ușile de la încăperile parterului au cadre dreptunghiulare, cu excepția uneia încheiată sus cu un arc frânt.
Clădirea a găzduit câteva din Dietele Transilvaniei, ultima datând din anul 1799, servind totodată ca loc de cazare a celor ce participau la Diete.
Aladár Körösföi-Kriesch (1863-1920) a pictat în anul 1898 marele tablou (3 x 4 m) cu Francisc David (magh. Dávid Ferenc), expus în trecut pe peretele holului Muzeului de Istorie. Tabloul înfățișează Dieta Transilvaniei în ședința din ianuarie 1568, din Biserica Romano-Catolică din Turda (pe-atunci biserică unitariană). La acea sesiune, întemeietorul Bisericii Unitariene, David Francisc, a prezentat și a obținut recunoașterea religiei unitariene și libertatea religioasă, proclamată de principele Transilvaniei, Ioan Sigismund Zápolya, prezent la sesiune. Pictura a fost depozitată timp de peste zece ani într-un pod al muzeului turdean. În tablou sunt reprezentați principele Transilvaniei, Ioan Sigismund Zápolya (în stânga, pe jilț), încadrat de nepoții săi, Ștefan Báthory și Cristofor Báthory, ajunși ulterior și ei principi ai Transilvaniei. În pictură mai pot fi identificați, în dreapta, omul de cultură clujean Gáspár Heltai și preotul calvin Méliusz Juhász Péter (1532-1572), cu care David Francisc a întreținut o lungă controversă teologică. Gáspár Heltai (adept al noii religii unitariene) apare în spate, șezând și răsfoind Biblia. În dreapta jos  este reprezentat și nobilul cărășan Gáspár Bekes (1520-1579), un alt adept unitarian.
Între anii 1929-1951 clădirea a găzduit temporar "Casa de Cultură" a orașului.

## Muzeul de istorie
În 1943 în această clădire a fost înființat Muzeul de Istorie, inaugurat în 1951 la inițiativa lui Augustin Rațiu, cu ajutorul istoricului Ioan I. Russu și al prof. Ion Țigărea.
Muzeul de Istorie cuprinde o colecție bogată de obiecte, în special din perioada romană. Materialele prezentate sunt numismatice, epigrafice și arheologice, ele constituind și obiectul de studiu al unor cercetători precum Hadrian Daicoviciu, Ioan I. Russu, Nicolae Vlassa ș.a.
Spre a evita degradarea în continuare și distrugerea prin vandalism a celor mai importante vestigii antice romane din lapidariul învecinat (în deosebi sarcofagele), în anul 2013 s-a luat hotărârea ca acestea să fie mutate definitiv în curtea Muzeului de Istorie. Aici au fost restaurate de specialiști, corespunzător normelor muzeale.

## Galerie de imagini

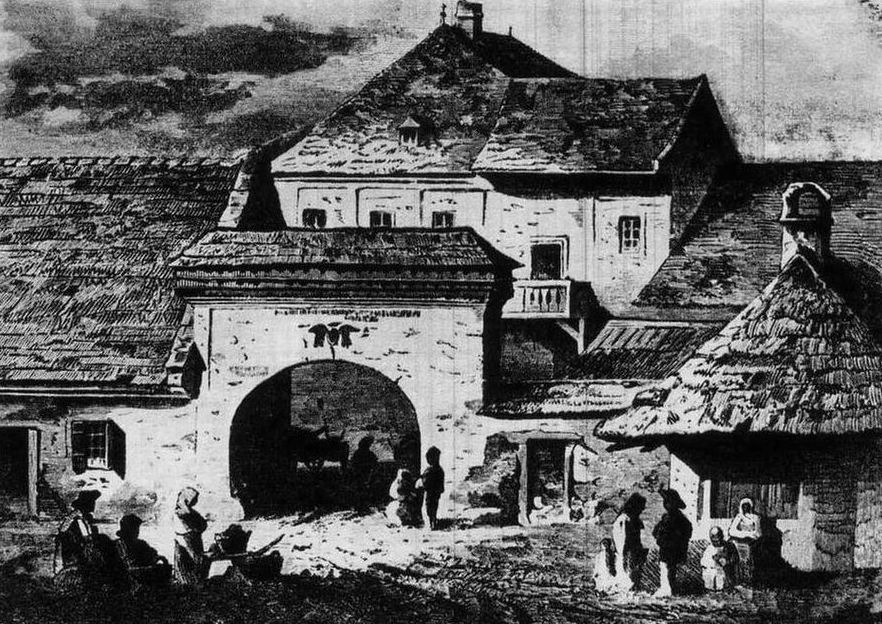
Palatul Princiar din Turda (vechi desen)
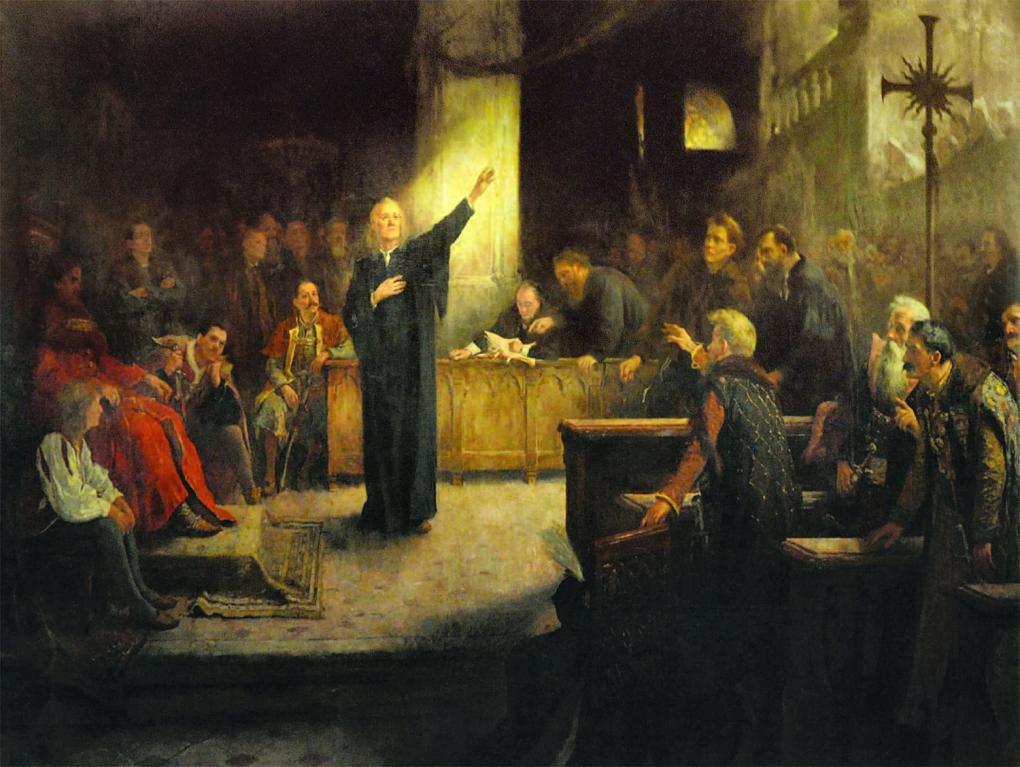
Tabloul din 1898 a lui Aladár Körösföi-Kriesch cu Francisc David
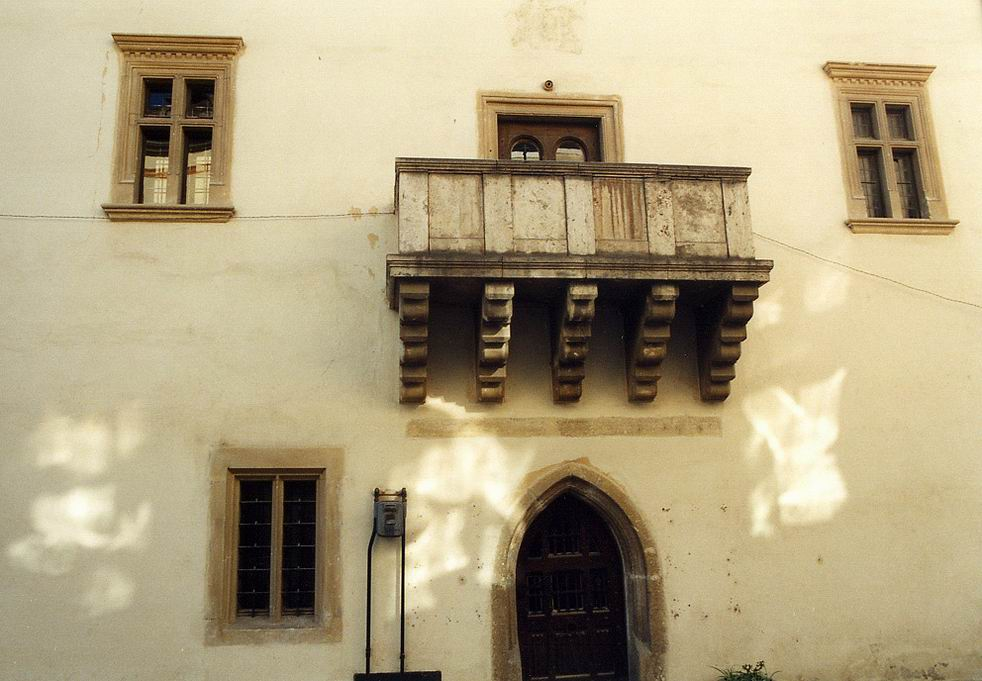
Balconul renascentist (imagine din 1993)
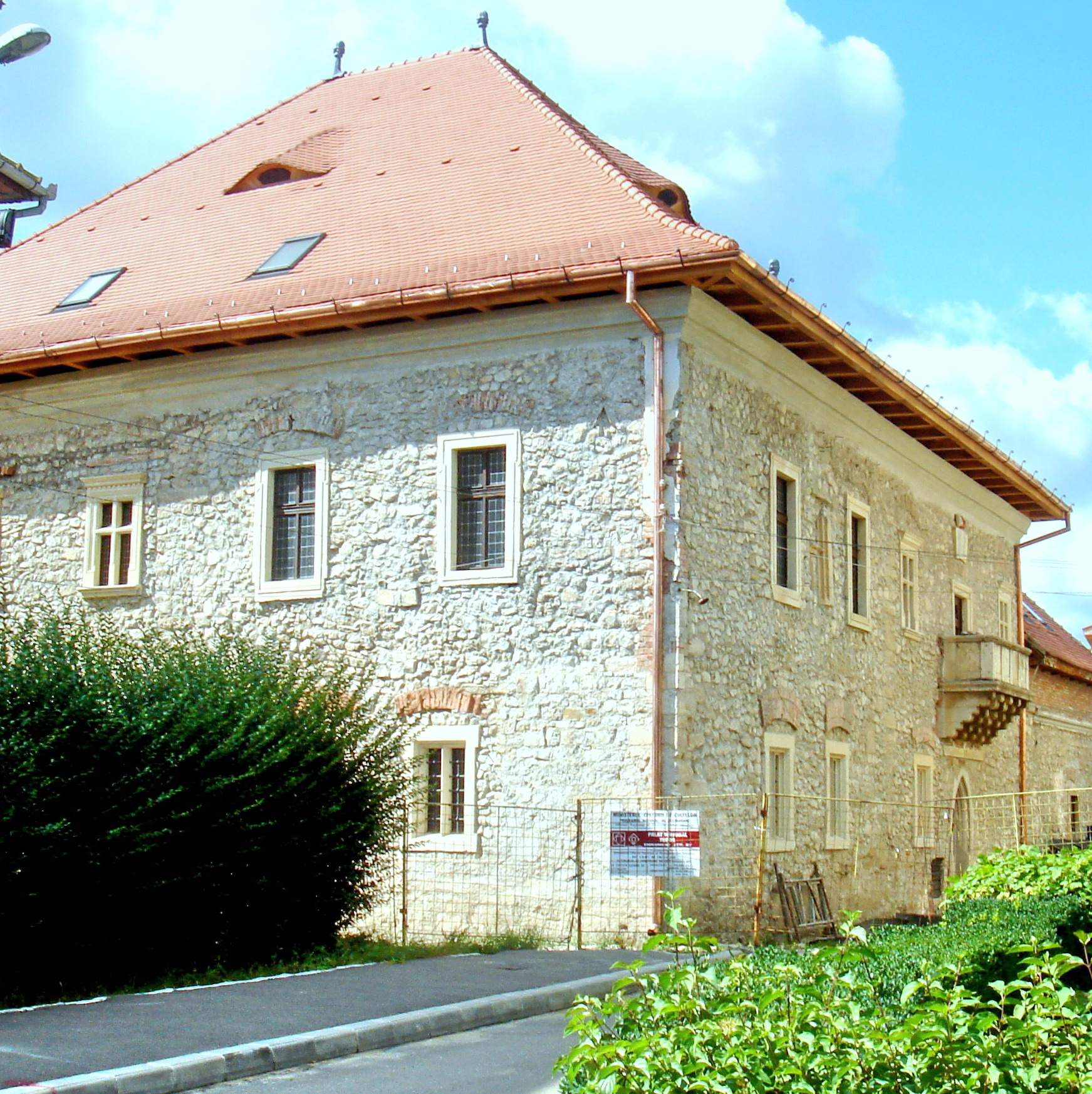
Muzeul de Istorie Palatul voievodal Str. B.P.Hașdeu, nr.2 History Museum 2 B.P.Hasdeu Street
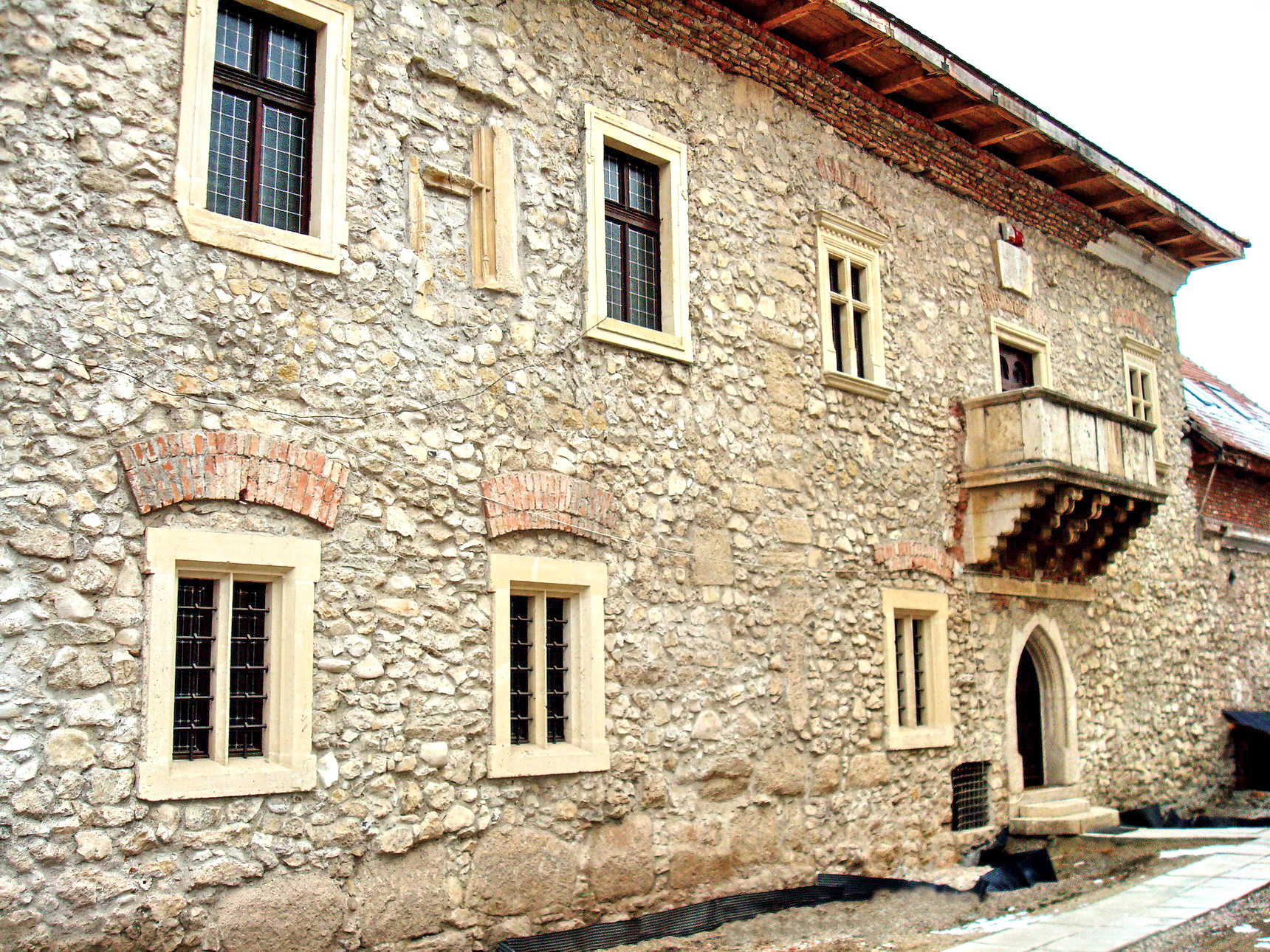
Faţada principală cu balconul renascentist (imagine din 2009)
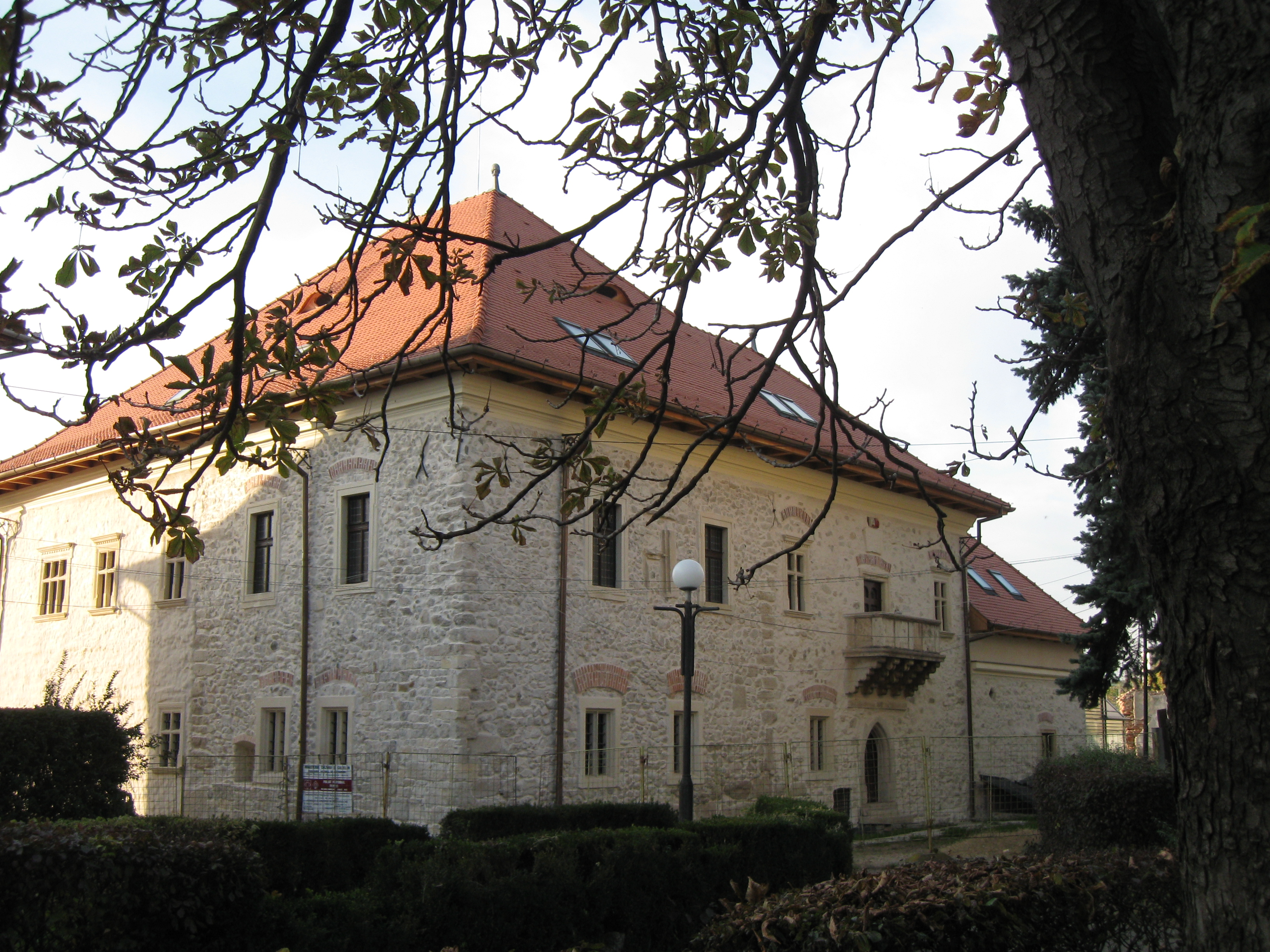
Palatul Princiar (imagine din 2010)
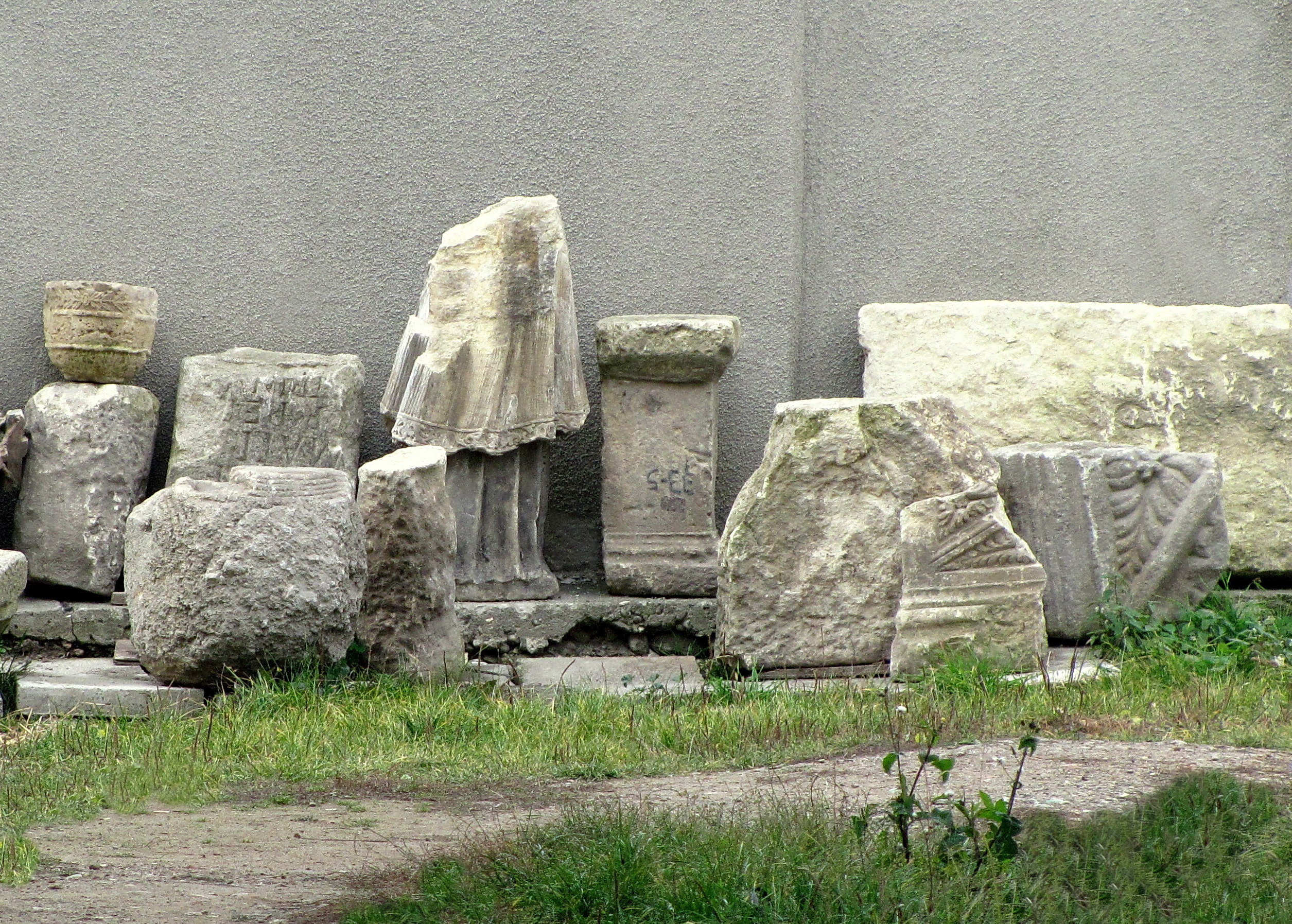
Piese romane din curtea muzeului
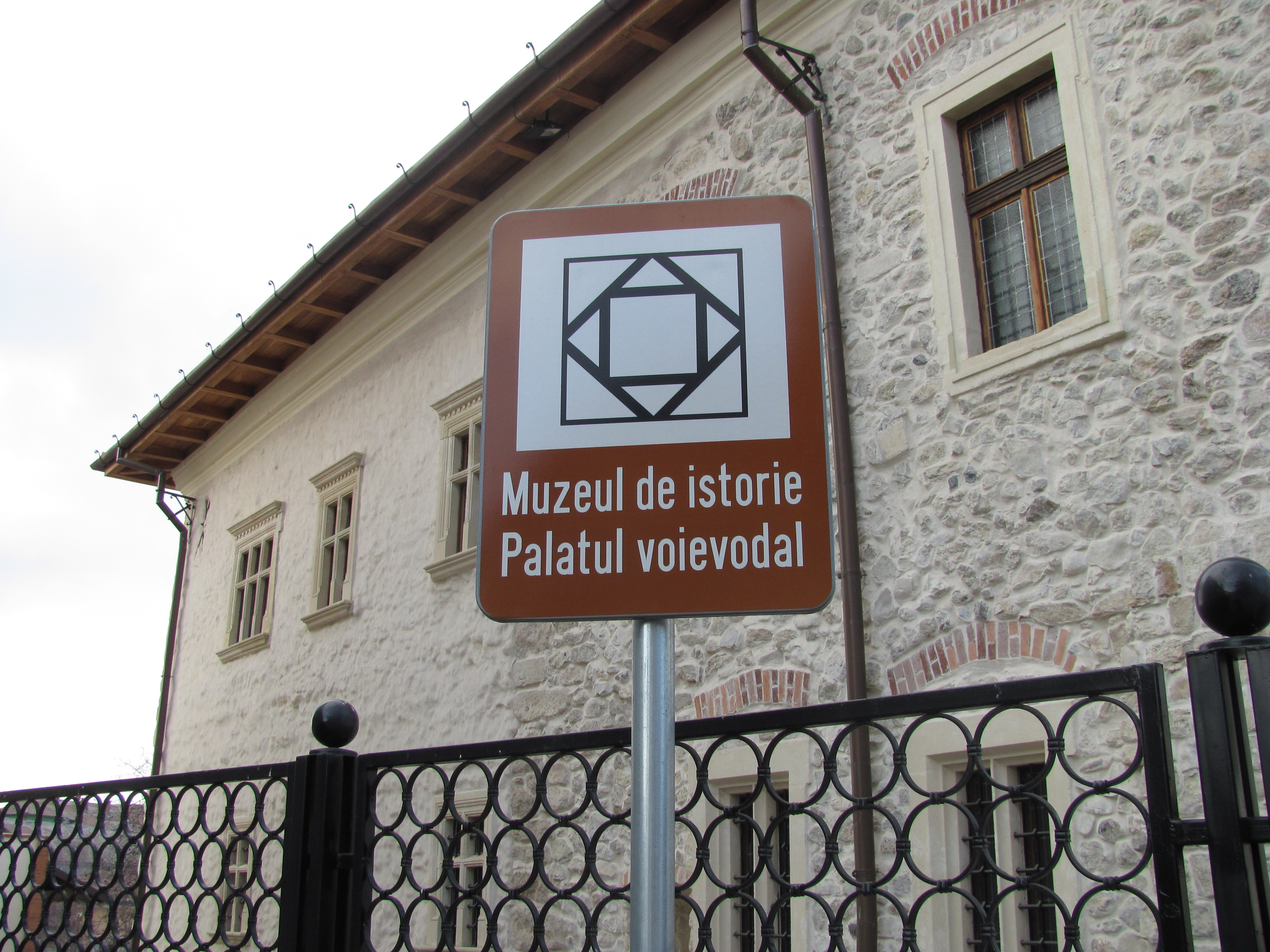
Muzeul de Istorie Palatul voievodal Str. B.P.Hașdeu, nr.2 History Museum 2 B.P.Hasdeu Street
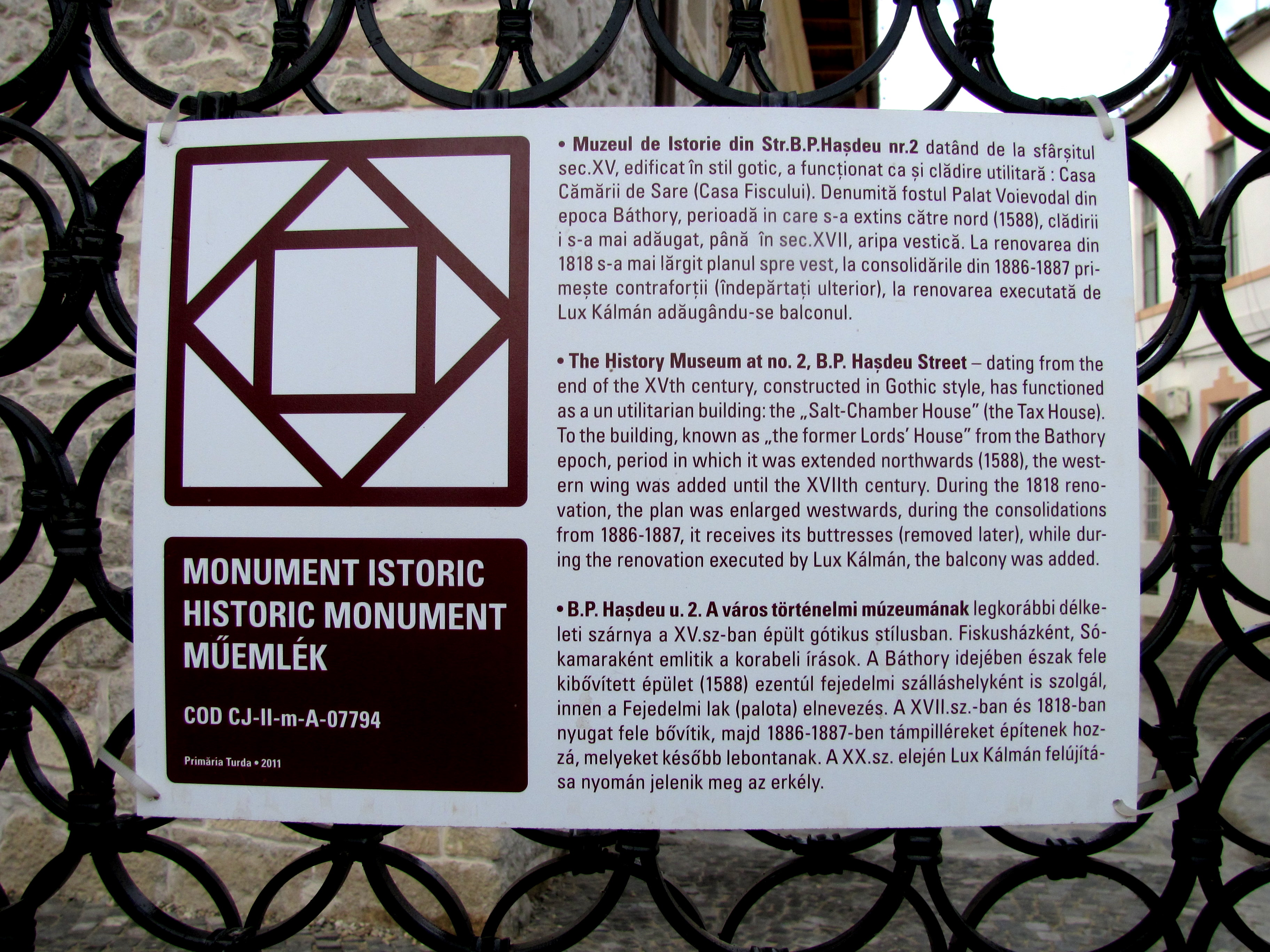
Muzeul de Istorie Palatul voievodal Str. B.P.Hașdeu, nr.2 History Museum 2 B.P.Hasdeu Street

- Muzeul de Istorie 
 Palatul voievodal 
 Str. B.P.Hașdeu, nr.2 
 History Museum 
 2 B.P.Hasdeu Street
- Faţada principală cu balconul renascentist (imagine din 2009)
- Palatul Princiar 
(imagine din 2010)
- Piese romane din curtea muzeului
- Muzeul de Istorie 
 Palatul voievodal 
 Str. B.P.Hașdeu, nr.2 
 History Museum 
 2 B.P.Hasdeu Street
- Muzeul de Istorie 
Palatul voievodal 
 Str. B.P.Hașdeu, nr.2 
 History Museum 
 2 B.P.Hasdeu Street